# História da Linha do Norte
A Linha do Norte é uma ligação ferroviária entre as cidades de Lisboa e do Porto, em Portugal, constituindo a principal via de caminhos de ferro neste país. As obras iniciaram-se em 17 de Setembro de 1853, em Lisboa, tendo o primeiro lanço a entrar ao serviço sido até ao Carregado, em 28 de Outubro de 1856, pela Companhia Central e Peninsular dos Caminhos de Ferro em Portugal. No entanto, vários problemas de ordem financeira levaram ao encerramento da empresa, pelo que foi sobre a exploração do estado que a linha chegou depois a Virtudes em 31 de Julho de 1857, a Ponte de Santana em 28 de Abril de 1858, e à Ponte de Asseca em 29 de Junho do mesmo ano. Em 1859, a construção e exploração da linha foi contratada à Companhia Real dos Caminhos de Ferro Portugueses, que tinha sido criada pelo empresário espanhol José de Salamanca y Mayol para esse fim. Assim, foi já pela administração da Companhia Real que a linha chegou a Santarém em 1 de Julho de 1861, ao Entroncamento em 7 de Novembro de 1862 (em conjunto com o lanço até Abrantes da Linha do Leste), a Soure em 22 de Maio de 1864, e a Taveiro em 10 de Abril desse ano. O percurso até Vila Nova de Gaia foi construído de Norte para Sul, tendo a linha atingido Estarreja em 8 de Junho de 1863, e feita a ligação em Taveiro em 19 de Abril de 1864. As obras estiveram então vários anos paralisadas devido ao difícil processo de planeamento e construção da Ponte de D. Maria Pia, sobre o Rio Douro, tendo o lanço de Vila Nova de Gaia a Campanhã sido inaugurado em 5 de Novembro de 1877, concluindo a Linha do Norte. A linha foi totalmente duplicada em 1930, e electrificada em 1966.
| Data                   | Lanço                                  | km     | Observações                                      |
| ---------------------- | -------------------------------------- | ------ | ------------------------------------------------ |
| 28 de Outubro de 1856  | S. Apolónia - Carregado                | 36,454 |                                                  |
| 30 de Julho de 1857    | Carregado - Quinta das Virtudes        | 13,866 |                                                  |
| 30 de Abril de 1858    | Quinta das Virtudes - Ponte de Santana | 9,934  |                                                  |
| 29 de Junho de 1858    | Ponte de Santana - Ponte de Asseca     | 7,546  |                                                  |
| 1 de Julho de 1861     | Ponte de Asseca - Santarém             | 6,600  |                                                  |
| 7 de Novembro de 1862  | Santarém - Entroncamento               | 320    | Junto com o lanço até Abrantes da Linha do Leste |
| 19 de Novembro de 1862 | Vila Nova de Gaia - Estarreja          | 44,823 | Abertura provisória                              |
| 8 de Junho de 1863     | Vila Nova de Gaia - Estarreja          | 44,823 | Abertura definitiva                              |
| 10 de Abril de 1864    | Estarreja - Taveiro                    | 76,257 |                                                  |
| 22 de Maio de 1864     | Entroncamento - Soure                  | 79,048 |                                                  |
| 7 de Julho de 1864     | Soure - Taveiro                        | 25,809 |                                                  |
| 5 de Novembro de 1877  | Vila Nova de Gaia - Porto-Campanhã     | 26,437 | Conclusão da linha                               |

## Século XIX

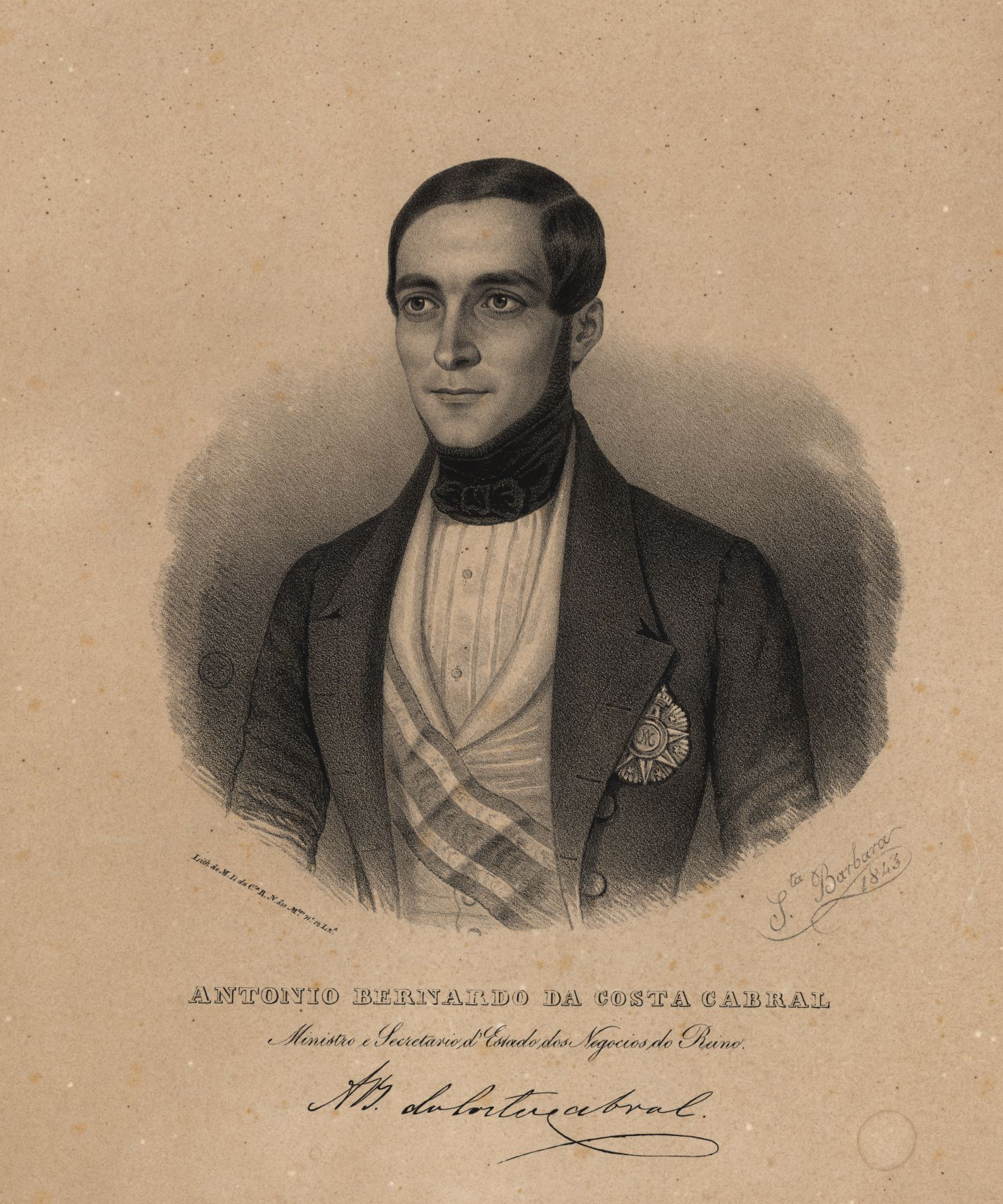
António Bernardo da Costa Cabral.

### Antecedentes
No Século XIX, as vias de comunicação em Portugal revelaram-se muito deficientes, especialmente as rodoviárias; o principal meio de transporte era a navegação, efectuada ao longo da costa, e pelos rios. Assim, durante o governo de António Bernardo da Costa Cabral, iniciaram-se os primeiros esforços para a implementação do transporte ferroviário. Em Agosto de 1844, Benjamim de Oliveira sugere a construção, com capitais britânicos, de um caminho de ferro entre Lisboa e o Porto; no entanto, este projecto foi recusado, porque se pensava que uma ligação ferroviária entre Lisboa e Alcácer do Sal era mais necessária, e seria mais lucrativa. Em Dezembro desse ano, foi formada, por iniciativa de José Bernardo da Costa Cabral, a Companhia das Obras Públicas. Um dos objectivos desta empresa era instalar uma via férrea de Lisboa a Espanha e à rede ferroviária europeia, e de construir um grande cais para navios transatlânticos na capital portuguesa. Este projecto, lançado por iniciativa de D. Luís I, estabelecia que os passageiros seriam transportados de comboio de toda a Europa até Lisboa, onde poderiam embarcar em navios com destino às Américas.
Em 19 de Abril de 1845, o governo português assinou um contrato com a Companhia das Obras Públicas, para a construção e aperfeiçoamento de várias infra-estruturas de comunicação no interior do país, tendo uma das cláusulas feito uma referência explícita à instalação de uma linha férrea entre Lisboa e a fronteira com Espanha. No entanto, os conflitos políticos que se fizeram sentir no ano seguinte impediram a concretização deste projecto. Após a situação política ter estabilizado, o interesse por esta ligação ferroviária voltou a aumentar, tendo um empresário inglês, Hardy Hislop, apresentado uma proposta para este caminho de ferro, que implicava a ligação a Espanha através de Badajoz, passando por Santarém. O governo nomeou, em 18 de Julho de 1851, uma comissão para analisar este projecto, que elaborou, em 20 de Outubro do mesmo ano, as bases para o concurso do troço entre Lisboa e Santarém.

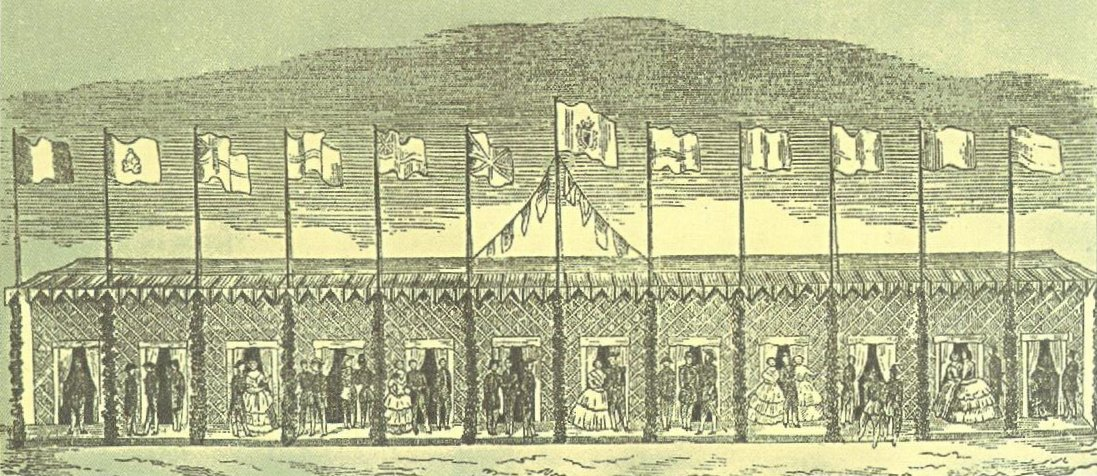
Pavilhão montado na Estação do Carregado, para a cerimónia de inauguração

### Construção do troço até ao Carregado
Este concurso foi aberto pelo então ministro da Fazenda, Fontes Pereira de Melo, entre 6 de Maio e 31 de Julho de 1852, tendo a obra sido atribuída, de forma provisória, à Companhia Central e Peninsular dos Caminhos de Ferro em Portugal, representada por Hardy Hislop, com uma garantia de juro de 6%. Em 30 de Agosto do mesmo ano, foi criado o Ministério das Obras Públicas, Comércio e Indústria, que veio trazer um grande impulso aos projectos de desenvolvimento nacional, como os transportes ferroviários. Em 9 de Dezembro, Hardy Hislop apresentou ao governo o plano do engenheiro Rumball para o traçado entre Lisboa e Santarém, que partia do Largo do Intendente, com um ramal entre Chelas e Xabregas, para dar ligação ao porto fluvial. Em 3 de Fevereiro de 1853, este projecto foi aprovado, tendo o ponto de partida sido alterado para o Cais dos Soldados. Apesar da oposição do engenheiro White, que previu, desde logo, as dificuldades que iriam surgir mais tarde em expandir a estação, devido à falta de espaço sentida naquele local, o governo insistiu em colocar ali a estação, tendo assinado o contracto definitivo em 11 de Maio, que foi legalizado em 18 de Agosto. As normas a aplicar na fiscalização da construção foram decretadas em 5 de Setembro, e as obras iniciaram-se no dia 17 do mesmo mês, pelos empreiteiros Shaw & Waring, sediados em Londres.
No entanto, em 5 de Setembro de 1855, as obras foram suspensas devido a conflitos entre a Companhia Peninsular e os empreiteiros, tendo o governo tomado conta das obras logo no dia seguinte. Em Janeiro de 1856, chega a Portugal B. Wattier, professor da Escola de Engenharia de Paris, com o objectivo de dirigir as obras, função que principia em 7 de Fevereiro, assistido pelos engenheiros Margiochi e Gromicho Couceiro. O trajecto para o Caminho de Ferro do Leste, lavrado pelo engenheiro Joaquim Nunes de Aguiar, e aprovado por Wattier, preconizava a passagem ao sul de Santarém, junto à Ponte da Asseca, relegando a travessia do Rio Tejo para Constância. O traçado após o Entroncamento foi elaborado por Wattier, passando por Coimbra, mas sem chegar ao Porto, porque, naquela altura, ainda não se havia decidido onde colocar a Estação naquela cidade.
Em Maio, são efectuados, por ordem do governo, vários estudos sobre a construção dos troços até Espanha e ao Porto, devendo o caminho de ferro até esta cidade ser construído como um prolongamento da estrada real até Coimbra. Entretanto, o governo português tentou chegar a acordo com os empreiteiros, mas sem sucesso; assim, em 28 de Agosto adiantou a quantia de 460.000$000 a esta companhia, usando como penhor as acções que detinha em carteira. O troço até ao Carregado foi inaugurado em 28 de Outubro de 1856, com uma bitola de via de 1,45 metros, e aberto à exploração no dia seguinte, para passageiros; os serviços de mercadorias só se iniciaram em 1 de Novembro de 1858. A construção do primeiro troço desta linha, que chegou a empregar 3000 obreiros, trouxe vários problemas financeiros e técnicos, como a transposição do Rio de Sacavém (actual Rio Trancão). Devido à Estação Ferroviária de Lisboa-Santa Apolónia ainda não estar concluída, foi utilizada uma interface provisória junto ao Palácio de Coimbra.

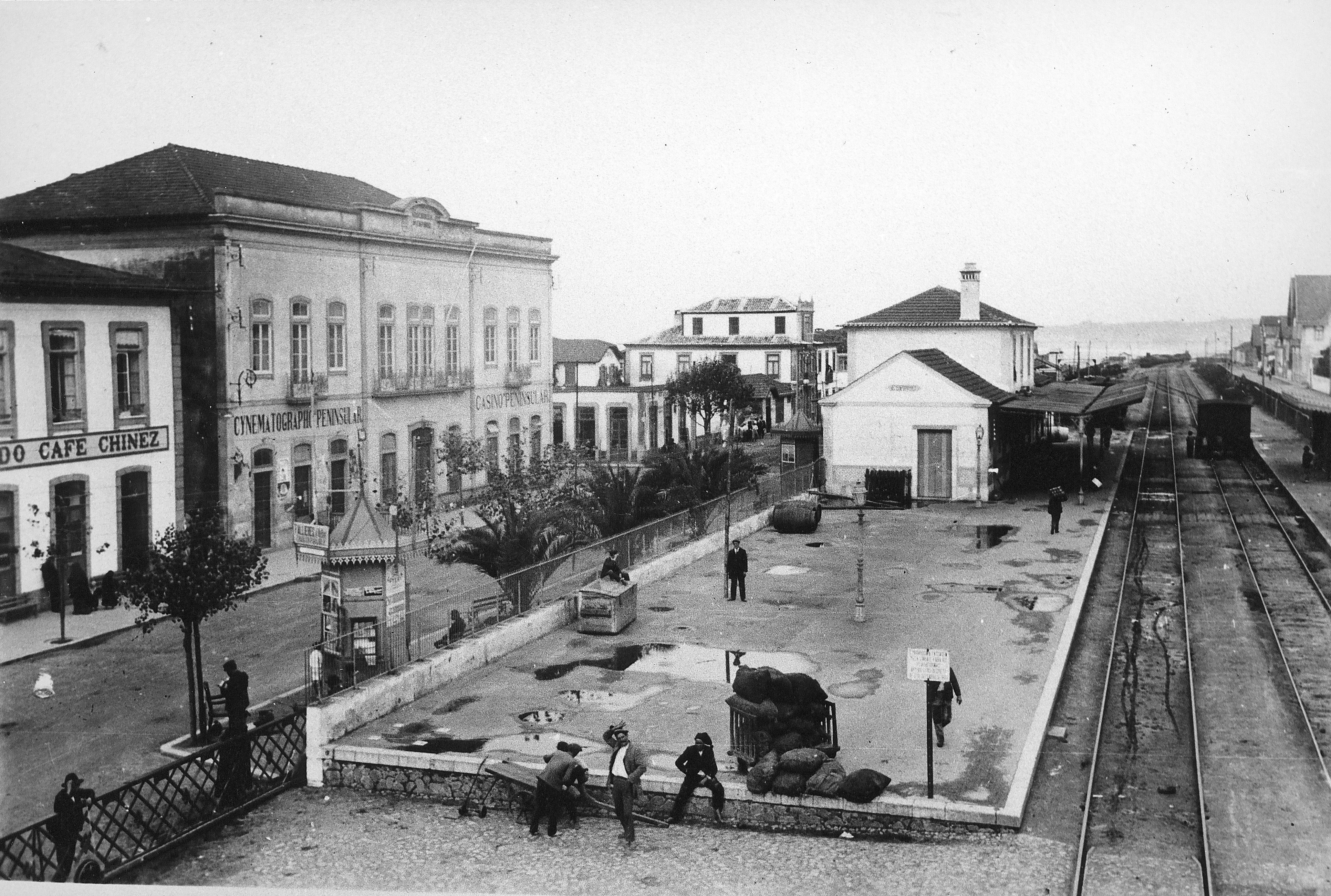
Fotografia antiga da gare de Espinho

### Troço entre o Carregado e Vila Nova de Gaia
Após a ligação até ao Carregado ter sido concluída, e apesar do apoio financeiro do estado, a instabilidade da empresa concessionária gerava vários problemas, sofrendo as obras e os estudos várias interrupções; assim, verificou-se impossível a meta estabelecida no contrato, de chegar até Santarém em Setembro de 1857. O governo rescindiu, assim, o contrato com a Companhia, e centrou-se na construção da ligação até à margem sul do Rio Douro, junto à cidade do Porto. Assim, em Abril de 1857, começou a negociar com o engenheiro e empresário inglês Samuel Morton Peto, que já tinha efectuado vários projectos ferroviários na América do Norte e no Reino Unido. Morton Peto seria o empreiteiro, enquanto que a direcção da Companhia seria assegurada pelo engenheiro João Crisóstomo de Abreu e Sousa, por parte do governo. No dia 14 de Abril, o projecto de construção da futura Linha do Norte foi discutido nas Cortes, tendo-se decidido que a construção da ligação ferroviária ao Porto seria dividida em duas fases; inicialmente, deveria ser concretizada a união entre Lisboa a Santarém e Coimbra, a partir do Carregado, e a segunda fase contemplaria a ligação entre Coimbra e a cidade do Porto, com a construção de uma ponte sobre o Rio Douro.
O contracto definitivo foi assinado em 29 de Agosto, comprometendo-se Morton Peto a criar uma nova companhia, que seria subsidiada pelo estado português em 5500 libras por quilómetro, e que substituiria a Companhia Central e Peninsular dos Caminhos de Ferro em Portugal. Nesse dia, foi publicado um decreto, que ordenou que o troço entre Santarém e o Porto passasse pelas localidades de Atalaia, Tomar, Pombal, Coimbra, Pampilhosa e Avelãs. A estação ferroviária do Porto deveria ser construída na margem Sul do Rio Douro, sendo o acesso à cidade assegurado com a construção de uma ponte. Apesar das várias dificuldades encontradas, as obras foram prosseguindo, tendo o troço até Virtudes sido aberto à exploração no dia 31 de Julho de 1857, até à Ponte de Santana em 28 de Abril de 1858, e à Ponte de Asseca em 29 de Junho.
No entanto, continuaram os problemas de construção, tendo Morton Peto chegado a considerar construir, por sua própria conta e em 3 anos, os troços entre Pombal e Vila Nova de Gaia e a ligação até Tomar, deixando apenas por construir o troço entre Tomar e Pombal, que seria assegurado pela sua companhia, quando estivesse formada. Apesar do prazo para a criação desta companhia ter sido, segundo uma portaria de 13 de Abril, alargado até 31 de Maio de 1859, todos os seus esforços revelaram-se infrutíferos, tendo o contrato sido anulado em 6 de Junho.
Assim, o governo contratou de forma provisória, em 30 de Julho, o empresário espanhol José de Salamanca y Mayol, que tal como Morton Peto, já tinha concluído vários projectos ferroviários no estrangeiro. Este contrato estabelecia a concessão de um subsídio quilométrico de 4.500 libras para a construção do Caminho de Ferro do Leste, e de 5.400 libras para o do Norte. No mesmo dia, abriu-se um concurso para estes projectos, que foi encerrado em 12 de Setembro; neste dia, foi assinado o contrato definitivo com José de Salamanca, que foi o único participante deste concurso. Este formou a Companhia Real dos Caminhos de Ferro Portugueses tendo como objectivo construir e explorar as Linhas do Leste e Norte. A 14 de Setembro de 1859, foi redigido um novo contrato, que estabeleceu que a ligação ferroviária ao Porto deveria partir da Ponte da Pedra ou de outro ponto próximo da Linha do Leste, e terminar dentro da cidade do Porto; a construção deste troço, oficialmente denominado como Linha do Norte, não deveria ter uma duração superior a 5 anos. No dia 10 de Novembro de 1860, o governo aprovou a escritura pública, e o trespasse da concessão para José de Salamanca e a Companhia Real, mas devido a alterações no contrato assinado em 14 de Setembro, foi lavrado um novo contrato em 20 de Dezembro de 1860. Este documento estabelecia que o troço já construído, entre Lisboa e Ponte da Asseca, deveria ser adquirido pela Companhia, e a bitola alterada de 1,45 para 1,67 metros. O empreiteiro que, até esta data, tinha sido responsável pela exploração neste troço, reclamou deste acto, mas sem sucesso.
Após um largo período de estagnação, a formação desta Companhia trouxe um novo impulso aos projectos ferroviários, tendo sido edificada a Estação Ferroviária de Lisboa-Santa Apolónia, alargada a bitola no troço já concluído, e retomados os trabalhos de construção da linha. Assim, o Caminho de Ferro do Leste chegou até Santarém em 1 de Julho de 1861, Abrantes em 7 de Novembro de 1862, e a fronteira com Espanha em 24 de Setembro de 1863. Na Linha do Norte, as obras avançaram em duas frentes; a primeira seguiu de Vila Nova de Gaia para Sul, tendo o lanço até Estarreja entrado ao serviço provisoriamente em 19 de Novembro de 1862, e de forma definitiva em 8 de Junho de 1863, e a linha atingido Taveiro em 10 de Abril de 1864. A segunda frente, a partir do Entroncamento para Norte, chegou a Soure em 22 de Maio do mesmo ano, e a Taveiro em 7 de Julho, completando a ligação de Lisboa a Gaia; assim, para concluir a Linha do Norte, só faltava a quinta secção, que respeitava à passagem do Rio Douro. Os lucros de exploração nesta linha revelaram-se inicialmente abaixo do esperado, com a maior parte do tráfego efectuado no regime de pequena velocidade; uma das principais razões para este resultado foi a falta de ligações rodoviárias até às estações, que só foram totalmente construídas em 1872.

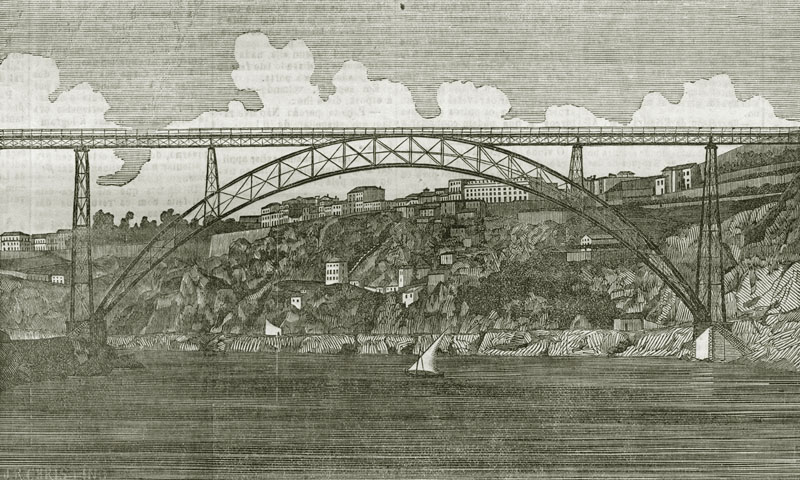
Ponte D. Maria Pia, quando foi inaugurada, em 1877.

### Travessia do Rio Douro
No dia 25 de Junho de 1865, a Companhia Real assumiu a exploração, que até aí se encontrava no poder de José de Salamanca. Num acordo, feito em 27 de Novembro, foi sugerida a localização da futura Estação do Porto junto ao Mosteiro de São Bento de Avé-Maria; no entanto, a lei que autorizou este acordo, em 2 de Março de 1866, ordenou que fosse construída no Campo do Cirne, nas proximidades do Prado do Repouso. Simultaneamente, formou-se uma terceira corrente de opinião, defendendo a Variante do Seminário, que a atravessava o Rio mais a montante. De acordo com a lei assinada em 1866, a Companhia Real estudou a implantação de uma estação de mercadorias na margem esquerda, e o atravessamento do Rio Douro, tendo este projecto sido aprovado em 1869; no entanto, as já inseguras condições da Companhia ficaram ainda mais deterioradas por uma crise económica em 1868, e as relações com José de Salamanca eram cada vez mais tensas, atingindo o seu auge em 1872, quando este se recusou a construir a última secção da Linha do Norte, tendo a Companhia sido intimada pelo Estado, segundo a lei de 1866.
Um novo director foi então nomeado para a Companhia Real, o engenheiro Manuel Afonso de Espregueira, com o propósito de concluir a construção desta secção da Linha do Norte. Para tal, apresentou um projecto elaborado pelo chefe de construção, o engenheiro Pedro Inácio Lopes, que propunha a construção de uma ponte entre a Serra do Pilar e o Monte do Seminário, permitindo um traçado mais adequado para ser ligado às Linhas do Minho e Douro. O governo aceitou este plano, e submeteu-o às Cortes em 5 de Fevereiro de 1873, tendo sido aprovado no dia 18 do mesmo mês; no entanto, só em 26 de Fevereiro de 1875 é que foi legalizado, após várias alterações, tendo o contrato sido elaborado em 6 de Março do mesmo ano. Devido à aprovação deste plano, parte das obras do projecto anterior, que já se tinham iniciado, foram abandonadas, tendo ainda sido abertos cerca de 3000 metros de via, entre Gaia e Gervide, e um túnel na Serra do Pilar, com 450 metros de comprimento. Entretanto, desde 5 de Janeiro de 1875 que se tinham iniciado a preparação para as obras da ponte, que tinham sido entregues, por concurso, a Gustave Eiffel; a montagem da ponte terminou no dia 28 de Outubro de 1877, tendo a inauguração tido lugar em 5 de Novembro do mesmo ano.
Com a conclusão da Linha do Norte, a Estação de Campanhã, que já era o terminal da Linha do Minho, tornou-se comum às duas linhas, aumentando consideravelmente o seu movimento de passageiros e mercadorias.

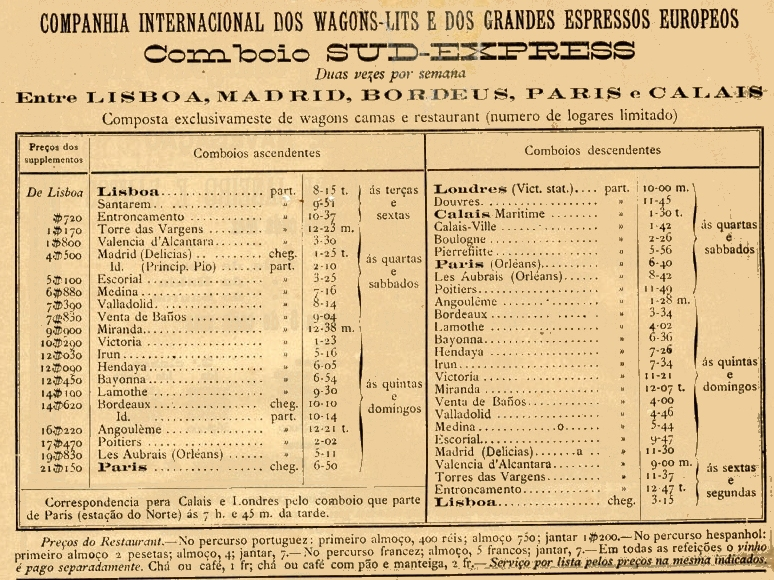
Horário dos Sud Express, em 1888

### Décadas de 1880 e 1890
Em 1 de Julho de 1882, foi inaugurada a Linha da Beira Alta, que inicialmente se compreendia entre a Figueira da Foz até à estação fronteiriça de Vilar Formoso. Nesse ano, começaram a circular comboios rápidos de passageiros entre Lisboa e Madrid, e em 4 de Novembro de 1887 iniciou-se o serviço Sud Express, entre Lisboa e Calais, em França.
Em 18 de Outubro de 1885, foi inaugurado o Ramal de Coimbra, que se iniciava em Coimbra B e terminava na estação central daquela cidade. Em 1888, entrou ao serviço o Ramal de Alfarelos, que unia a Linha do Oeste à estação de Alfarelos, na Linha do Norte, e em 11 de Novembro desse ano o Ramal da Alfândega, entre a Alfândega do Porto e a estação de Campanhã.
Em 15 de Abril de 1890, foi duplicado o lanço de Olivais ao Carregado, tendo a via dupla atingido Azambuja em 16 de Março de 1891 e Santana em 19 de Maio de 1891. O lanço entre Olivais e Poço do Bispo só foi duplicado em 6 de Junho de 1892, enquanto que o lanço de Torres Novas ao Entroncamento foi passado para via dupla em 8 de Abril de 1893, de Mato de Miranda a Santarém em 6 de Maio do mesmo ano, e de Mato Miranda a Torres Novas em 7 de Maio. Em 8 de Novembro de 1896 entrou ao serviço a Linha Urbana do Porto, unindo Campanhã à São Bento.
Entretanto, em 5 de Setembro de 1891 entrou ao serviço a Linha de Cintura de Lisboa, unindo a estação de Braço de Prata, na Linha do Norte, a Campolide, na Linha do Oeste.

### Ligação projectada à Linha de Cascais
Em 1870, o engenheiro M. A. Thomé de Gamond propôs a instalação de um grande porto marítimo em Lisboa, e uma ligação ferroviária entre a cidade e Colares, passando por Cascais e Sintra. Este projecto defendia que o caminho de ferro deveria sair da Linha do Norte no Embarcadouro de Leste, junto ao Novo Porto, continuar até à Praça do Comércio, onde seria edificada uma estação, e continuar até Sintra, com várias estações no caminho. Este projecto foi retomado com o Plano Geral das Obras, publicando em 1874, e uma comissão para o seu estudo foi formada em 16 de Março de 1883. Em 1888, o engenheiro Pedro Inácio Lopes defendeu junto da Associação dos Engenheiros Civis a construção de uma ligação ferroviária, de características urbanas, entre a Estação Ferroviária de Lisboa-Santa Apolónia e Alcântara, onde se iria ligar à Linha de Cascais, que já se encontrava em construção entre Alcântara e Cascais. No entanto, este projecto não foi construído, devido a problemas técnicos na passagem do Dique do Arsenal, e receios que a linha tivesse efeitos negativos na estética da Praça do Comércio.

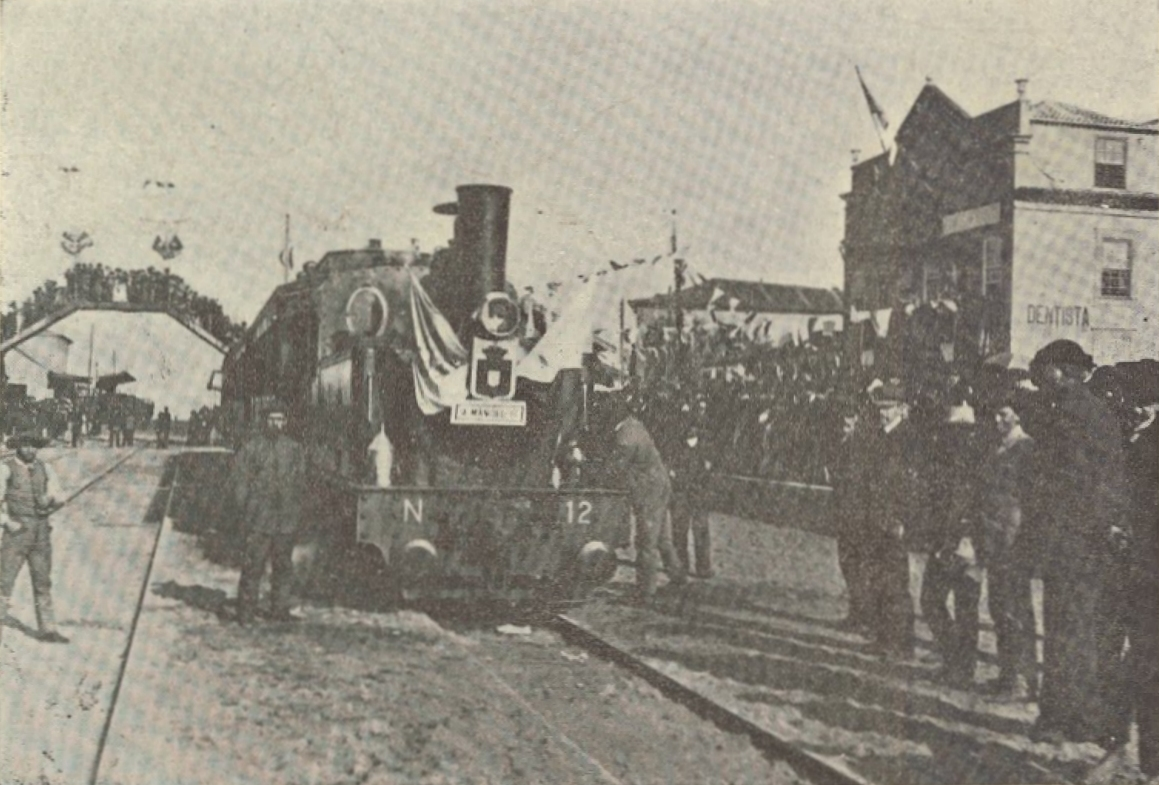
Comboio inaugural da Linha do Vouga, em Espinho

## Século XX

### Décadas de 1900 a 1930
Em Janeiro de 1902, todo o traçado estava equipado com carris de 40 Kg/m, excepto no lanço entre Pampilhosa e o Porto. No mês seguinte, chegou uma remessa de carris da casa Ougrée-Marihaye, para renovar as vias neste troço, e continuar a construção de uma segunda via entre Vila Nova de Gaia e Espinho. Antes da renovação, os carris utilizados apresentavam cerca de 30 Kg de peso. Em 1 de Abril, a Gazeta dos Caminhos de Ferro noticiou que a Câmara de Espinho tinha questionado o governo sobre um terreno público necessário para a duplicação da via férrea, tendo a Companhia Real assegurado que iria respeitar os direitos da autarquia, mas que não iria permitir quaisquer interrupções nas obras, de forma a que a via dupla estivesse pronta antes de se iniciar o horário de Verão. Nessa altura, os trabalhos da duplicação estavam a decorrer com grande actividade, prevendo-se que estariam concluídos antes do final do mês de Abril. Em 1 de Março, a Gazeta reportou que estava prevista a instalação de um apeadeiro entre Cacia e Estarreja, para servir a localidade de Canelas, no Concelho de Estarreja. Em 20 de Junho, foram publicadas novas tarifas da Companhia Real para os comboios tramways das estações de São Bento e Campanhã até Aveiro, devido à entrada ao serviço do novo apeadeiro.
A via dupla foi inaugurada de Vila Nova de Gaia até Granja em 19 de Maio de 1902, Espinho em 1 de Setembro de 1902, Esmoriz em 20 de Outubro de 1906, Ovar em 25 de Outubro, Estarreja em 27 de Outubro, Aveiro em 17 de Maio de 1907. O lanço de Coimbra B a Alfarelos foi duplicado em 26 de Outubro de 1908, de Pombal a Albergaria em 13 de Maio de 1910, e de Alfarelos a Pombal em 14 de Outubro de 1911.
Entretanto, em 15 de Janeiro de 1904, foi inaugurada a Linha de Vendas Novas, que ligava Vendas Novas, na Linha do Alentejo, ao Setil, na Linha do Norte. Em 21 de Dezembro de 1908, entrou ao serviço o primeiro lanço da Linha do Vouga, de Espinho a Oliveira de Azeméis, enquanto que o Ramal de Aveiro, que ligava a Linha do Vouga à estação de Aveiro, abriu à exploração em 8 de Setembro de 1911.
A Gazeta de 1 de Dezembro de 1913 noticiou que estavam quase concluídas as terraplanagens para a duplicação do lanço entre Coimbra B e Mogofores e estavam a ser adaptadas as pontes de Souselas, prevendo-se que brevemente se iria iniciar o assentamento de via, de forma a que a segunda via entrasse ao serviço com o próximo horário de Verão. No entanto, o lanço da Pampilhosa à Mealhada só foi duplicado em 11 de Dezembro de 1915, da Mealhada a Mogofores em 8 de Julho de 1915, e de Coimbra-B à Pampilhosa em 30 de Abril de 1925.
A via foi duplicada de Paialvo ao Entroncamento em 15 de Junho de 1927, Entroncamento a Chão de Maçãs em 5 de Julho do mesmo ano, Oliveira do Bairro a Mogofores em 14 de Maio de 1929, e de Aveiro a Oliveira do Bairro em 30 de Maio de 1930.
Entretanto, em 24 de Setembro de 1928 foi inaugurado o Ramal de Tomar, que ligava aquela cidade à Estação Ferroviária de Lamarosa, na Linha do Norte.
Em 1932, a Companhia dos Caminhos de Ferro Portugueses ampliou várias estações, e renovou um lanço de 22 Km da Linha do Norte, utilizando carris de 45 Kg. Em 1934, foram remodelados outros 22 Km de via, e também foram feitas obras de ampliação em várias estações, especialmente através da instalação de sistemas eléctricos e da construção de habitações, escolas e postos de saúde, destacando-se o bairro para o pessoal em Vila Nova de Gaia e o dispensário anti-tuberculoso no Entroncamento.

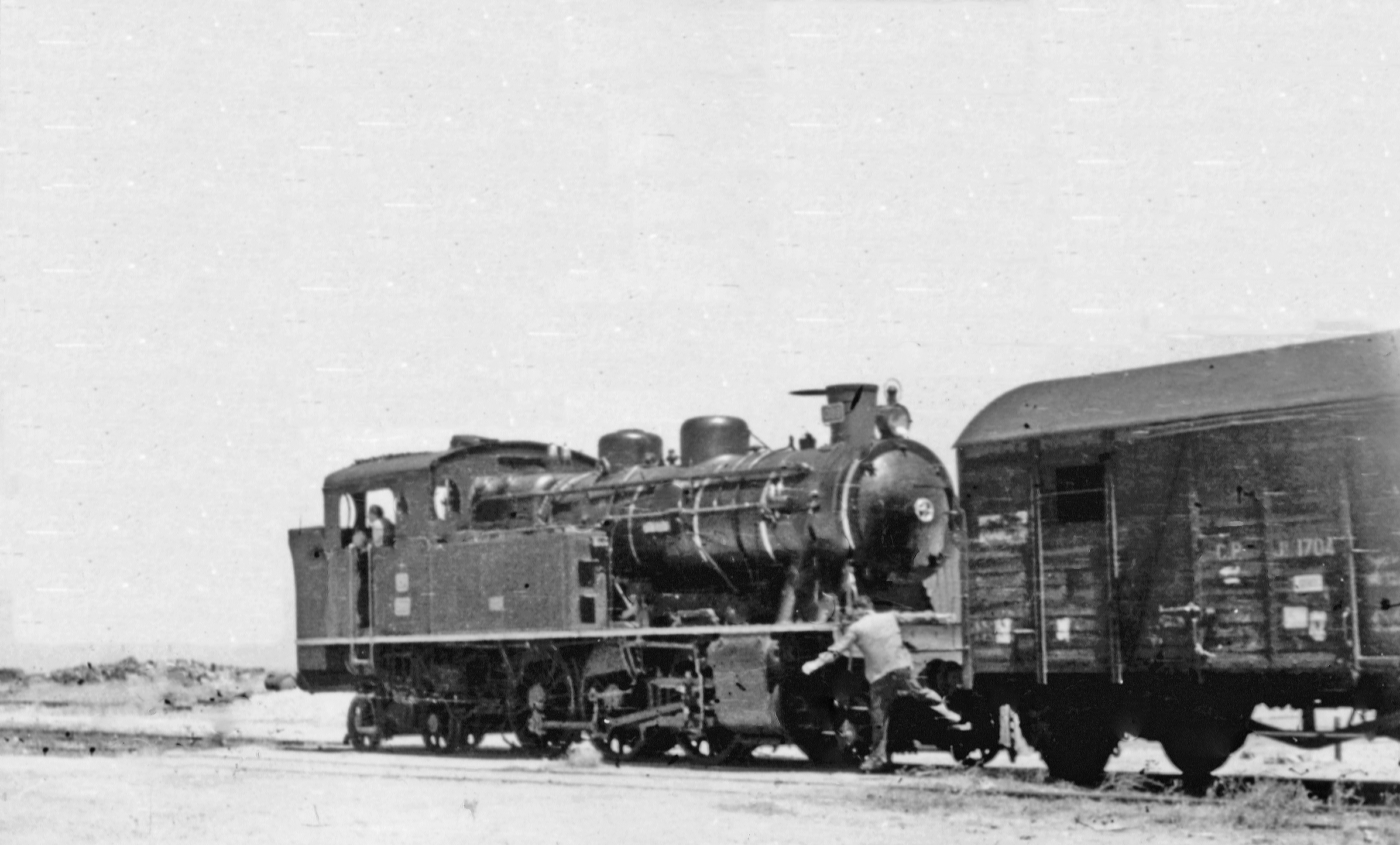
Locomotiva em manobras em S. Apolónia, em 1956

### Décadas de 1950 e 1960
Em 6 de Abril de 1955, foi assinado um contrato entre a CP e o consórcio Groupement d'Étude et d'Électrification de Chemin de Fer en Monophasé 50 Hz, para electrificar o troço entre Lisboa e o Carregado, junto com a Linha de Sintra. Este projecto foi oficialmente inaugurado em 28 de Abril de 1957, no âmbito das comemorações dos 100 anos do transporte ferroviário em Portugal. A electrificação chegou ao Entroncamento em Junho de 1958, a Pombal em Setembro de 1963, a Coimbra em Outubro do mesmo ano, à Pampilhosa em Março de 1964, a Quintans em Junho do mesmo ano, a Esmoriz em Novembro, e a Vila Nova de Gaia em Julho de 1965. Nos finais desse ano, previa-se a conclusão da electrificação da Linha do Norte para 1966, o que se verificou.
No entanto, considerou-se que o projecto de electrificação não fora bem planeado, sido demasiado precipitado, uma vez que não se aproveitou para corrigir os traçados nem modernizar a linha antes da electrificação. Desta forma, qualquer alteração no traçado ficaria muito mais onerosa e complicada, devido à presença das infra-estruturas eléctricas, condenando a Linha do Norte a um traçado planeado há cerca de um século atrás; por outro lado, quando foram levadas a cabo as indispensáveis operações de renovação e modernização da linha, as obras foram muito mais lentas, tendo-se assistido à coexistência de infra-estruturas novas e antigas, como via, sinalização, e comunicações. Esta situação ainda veio exacerbar as já reduzidas condições de segurança, com as obras baseadas principalmente em trabalho manual, e provocou vários conflitos de sinalização, resultando em vários acidentes, quase sempre apontados como falha humana. Estes factores geraram fortes perturbações na circulação ferroviária, alienando os passageiros mais exigentes.

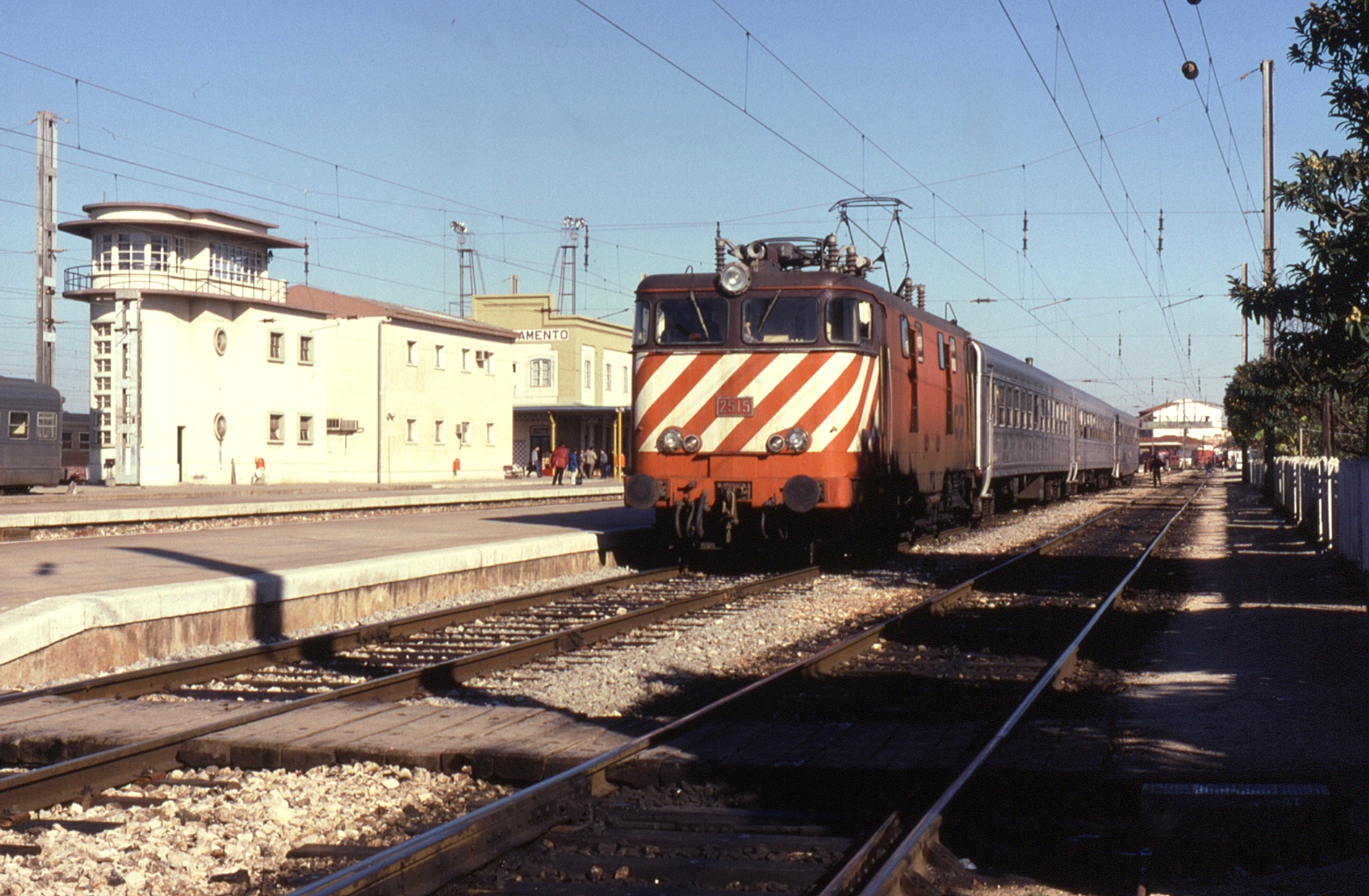
Estação do Entroncamento em 1990

### Década de 1990

#### Nova ponte sobre o Douro
Já desde meados do Século XX que se reconhecia que o facto da Ponte D. Maria Pia ser a única ligação entre as redes ferroviárias a Norte e Sul do Rio Douro gerava grandes problemas de tráfego, situação agravada por transportar uma só via férrea. Com efeito, como reconheceu a Companhia dos Caminhos de Ferro Portugueses num comunicado publicado no Diário Popular de 21 de Maio de 1966, só quando fosse eliminado aquele estrangulamento de tráfego, através da duplicação do lanço entre General Torres e Campanhã, é que se poderia providenciar um serviço ferroviário adequado às necessidades das regiões a Norte do Douro. Desta forma, a empresa encomendou ao engenheiro Edgar Cardoso, que já tinha projectado a Ponte da Arrábida, o anteprojecto para uma nova ponte ferroviária, tendo-se nessa altura já iniciado os estudos. No entanto, a companhia admitiu que estava com problemas em obter os recursos financeiros necessários para esta obra, uma vez que não tinha sido prevista no plano intercalar de fomento.
O Decreto-Lei n.º 307, de 1981, criou o Gabinete da Ponte Ferroviária Sobre o Rio Douro, entidade que foi expandida no Gabinete do Nó Ferroviário do Porto pelo Decreto-Lei n.º 347, de 1986. Este novo gabinete tinha como objectivo não só construir a nova ponte, mas também desenvolver a rede férrea nos arredores da cidade do Porto, incluindo a remodelação da Linha do Norte até Aveiro.
A Ponte de São João entrou ao serviço em 24 de Junho de 1991, tendo a Ponte de D. Maria Pia tendo sido encerrada no mesmo dia.
Em 1993, o recorde de velocidade ferroviária em Portugal foi atingido por um comboio entre Espinho e Avanca. Este comboio era formado pela locomotiva número 5601 e 3 carruagens Corail, uma das quais adaptada para um laboratório, tendo atingido uma velocidade de 220 km/h. Devido ao facto de a velocidade máxima neste lanço ser de apenas 140 km/h, tiveram de ser feitas várias obras na via e na catenária, de modo a se se proceder ao teste.
Em 1998, foi inaugurada a Gare do Oriente, em Lisboa.

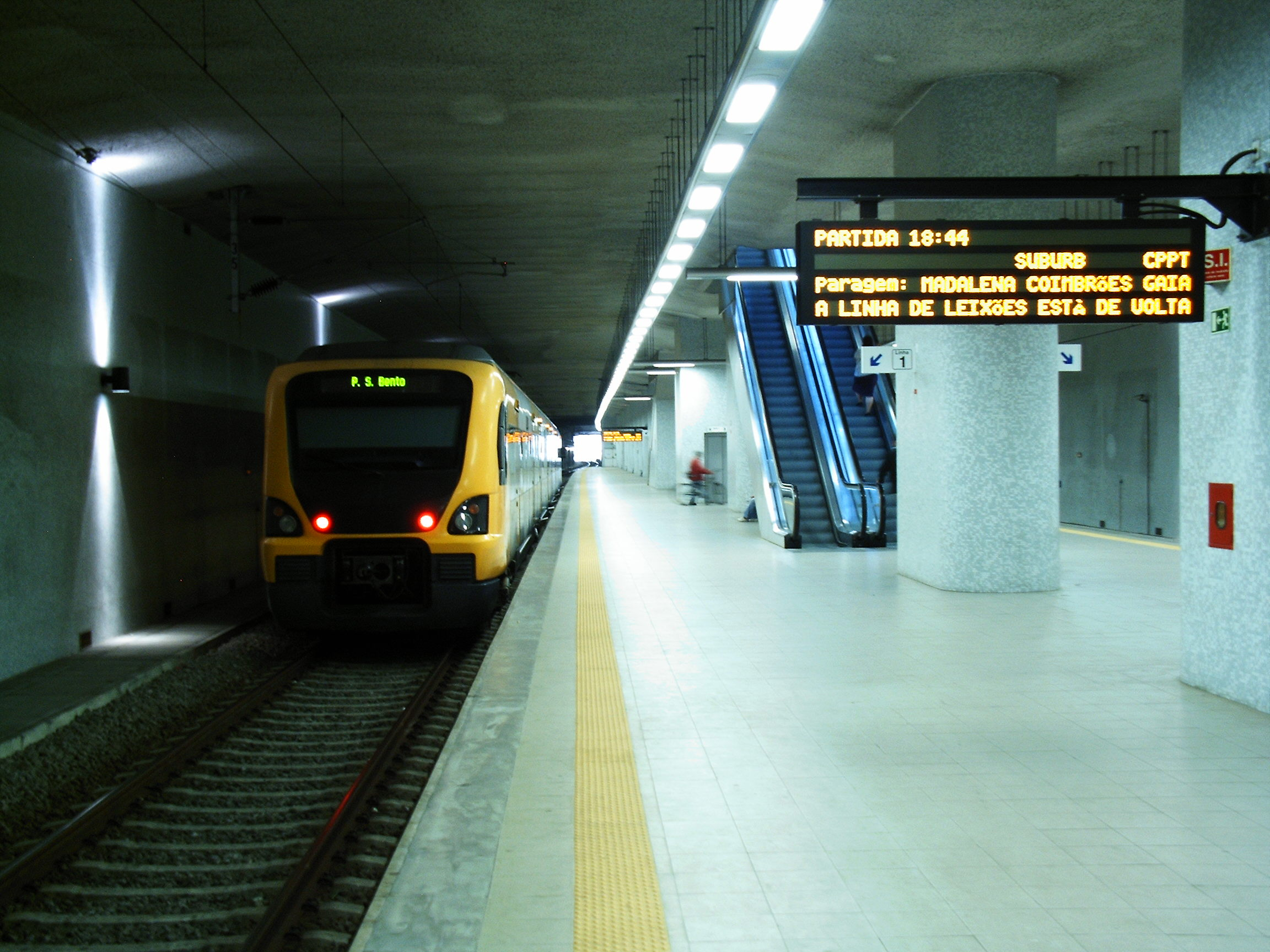
Nova estação de Espinho, em 2009

## Século XXI
Na Década de 2000, iniciou-se um projecto para enterrar a modificar o traçado da Linha do Norte dentro da cidade de Espinho, de forma a que a via férrea passasse a circular no interior de um túnel em vez de atravessar a cidade pela superfície. A circulação dos comboios passou a ser feita pelo túnel em Maio de 2008, tendo a ligação com a Linha do Vouga sido eliminada, com o assim reduzido terminal desta linha a 500 m da estação de Espinho.

## Acidentes e incidentes
A Gazeta dos Caminhos de Ferro de 1 de Agosto de 1902 relatou que um comboio teve de parar na Linha do Norte depois de ter colidido contra várias travessas, que tinham sido postas na via com o intuito de o fazer descarrilar. Segundo a Gazeta, a Linha do Norte tinha sido uma das que em Portugal tinham sido mais vezes alvo de sabotagem.
Em Janeiro de 1914, ocorreu um grande movimento de greve dos trabalhadores da Companhia dos Caminhos de Ferro Portugueses, que por várias vezes sabotaram a via férrea, provocando alguns descarrilamentos.
Em Dezembro de 2000, a circulação ferroviária na Linha do Norte foi por várias vezes interrompida, devido a uma vaga de mau tempo na Europa. No dia 8 de Dezembro, a subida das águas do Rio Mondego provocou inundações em Formoselha, o que levou à suspensão do tráfego naquele lanço, tendo sido atingidos vários comboios suburbanos e regionais e um Alfa Pendular, cujos passageiros tiveram de fazer o resto da viagem até Lisboa de autocarro.
Em Janeiro de 2011, chuvas fortes e falta de protecções junto à via férrea provocaram dois deslizamentos de terras junto ao Apeadeiro de Coimbrões, no concelho de Vila Nova de Gaia, que condicionaram a circulação ferroviária em ambas as direcções, durante várias horas.